# Phyllognathopus insularis
Phyllognathopus insularis is een eenoogkreeftjessoort uit de familie van de Phyllognathopodidae. De wetenschappelijke naam van de soort is voor het eerst geldig gepubliceerd in 1940 door Chappuis.